# Сабана Енеас (Порторико)
Сабана Енеас (шп. Sabana Eneas) град је у америчкој острвској територији Порторико, острвској држави Кариба.

## Демографија
По попису из 2010. године број становника је 1.576, што је 271 (-14,7%) становника мање него 2000. године.
| Група             | 2000.         | 2010.         |
| Белци             | 8 (0,4%)      | 13 (0,8%)     |
| Афроамериканци    | 109 (5,9%)    | 125 (7,9%)    |
| Азијати           | 0 (0,0%)      | 0 (0,0%)      |
| Хиспаноамериканци | 1.839 (99,6%) | 1.558 (98,9%) |
| Укупно            | 1.847         | 1.576         |